# جیمی بوتین
جیمی بوتین (انگلیسی: Jaime Botín؛ زادهٔ ۱۰ آوریل ۱۹۳۶) بانکدار، مجموعه‌دار و سرمایه‌دار اهل اسپانیا است، که از سهامداران گروه سانتاندر بشمار می‌آید.